# Johnny Rzeznik
Johnny Rzeznik, właśc. John Joseph Theodore Rzeznik (ur. 5 grudnia 1965 w Buffalo) – amerykański kompozytor, autor tekstów, wokalista, gitarzysta i producent muzyczny polskiego pochodzenia. Najbardziej znany jako lider zespołu Goo Goo Dolls, którego jest założycielem, i z którym wydał dziesięć studyjnych albumów.

## Życiorys

### Początek
Urodził się 5 grudnia 1965 w Buffalo jako najmłodsze z pięciorga dzieci Josepha i Edith Rzezników. Joseph był polskiego pochodzenia (jego rodzice – dziadkowie Johna – przybyli do USA z Krakowa w 1913). Pracował jako urzędnik pocztowy. Edith była niemiecko-szkockiego pochodzenia. Z zawodu była nauczycielką. Rodzice Johna byli muzykami, grającymi na klarnecie (Joseph) i flecie (Edith). John otrzymał surowe, katolickie wychowanie. Szybko stracił rodziców. Jego ojciec zmarł w wyniku komplikacji alkoholowych, kiedy Johnny miał piętnaście lat. Zaledwie rok później jego matka zmarła na nagły atak serca. Od tej pory Rzeznik był pod opieką swoich czterech starszych sióstr – Phyllis, Fran, Glad i Kate. W okresie licealnym zaczął grać na gitarze. Wkrótce po tym, jak dostał swoje własne mieszkanie, został punkiem. W 1986, kiedy to uczył się zawodu hydraulika w McKinley Vocational High School w Buffalo, utworzył wraz z Robbym Takakiem i George’em Tutuską zespół. Początkowa jego nazwa to Sex Maggots. Jednak została ona zmieniona na Goo Goo Dolls, ponieważ ich promotor wyraził obawę, że lokalne gazety nie wydrukują ogłoszeń koncertowych zespołu o takiej nazwie.

### Pierwsze kroki Goo Goo Dolls
Początkowo zespół grał koncerty z Robbym jako liderem (Rzeznik stawał się liderem stopniowo, wraz z tym, jak kolejne albumy zawierały coraz więcej piosenek śpiewanych przez niego). Wkrótce, pod skrzydłami małej, niezależnej wytwórni Mercenary, podjęli się nagrania swojego pierwszego albumu, zatytułowanego po prostu Goo Goo Dolls, na co mieli budżet w wysokości 750 $. Następnie, w 1989 grupa zyskała zainteresowanie innego wydawcy – Enigma / Death Records – dzięki czemu ukazała się druga płyta Goo Goo Dolls, Jed. Rok później zespół przyciągnął uwagę większej wytwórni płytowej, Metal Blade, która zrealizowała ich trzy następne albumy. W 1995 wydali album A Boy Named Goo, z którego pochodzi ich pierwszy ogólnokrajowy hit „Name”. Płyta okryła się platyną, ale grupa nie była zadowolona z kontraktu z wytwórnią Metal Blade. Album sprzedał się w liczbie 2 mln kopii, a członkowie zespołu zarabiali na nim tylko po 6.000 $ rocznie. Wytoczyli wytwórni proces, a rezultatem było zerwanie kontraktu z Metal Blade i podpisanie nowego z Warner Bros. Records.

### Blokada twórcza Rzeznika
Po sukcesie A Boy Named Goo Rzeznik popadł w blokadę twórczą. Rozczarowany biznesem muzycznym i procesem z wytwórnią oraz znajdujący się pod presją powtórzenia sukcesu poprzedniej płyty, Rzeznik udał się do psychoterapeuty, aby poradzić sobie ze swoim problemem. Udało mu się to, kiedy skomponował piosenkę do ścieżki dźwiękowej filmu Miasto aniołów. Zainspirowany filmem, Rzeznik napisał największy przebój Goo Goo Dolls – „Iris”. Zarówno film, jak i piosenka, odniosły ogromny sukces. „Iris” utrzymała się przez osiemnaście tygodni na pierwszym miejscu 100 Najgorętszych Przebojów Radiowych (Billboard Hot 100 Airplay), co stanowi rekord tego notowania. Ponadto utwór znalazł się na czele listy 100 najlepszych piosenek pop z lat 1992–2012, opublikowanej przez magazyn „Billboard”. Hit umieszczony został także na albumie Dizzy Up the Girl, który sprzedał się w liczbie 3 mln kopii.

### Gutterflower, soundtrack filmu Disneya, działalność poza Goo Goo Dolls
Po sukcesie Dizzy Up the Girl i trasie koncertowej promującej ten album, Rzeznik napisał większość materiału na następną płytę Goo Goo Dolls – Gutterflower, która ukazała się w 2002. Ten album również odniósł sukces, chociaż nie tak duży, jak Dizzy Up the Girl czy A Boy Named Goo. Okrył się on „zaledwie” złotem. To z niego pochodzą takie utwory, jak „Here Is Gone”, „Sympathy” i „Big Machine”.
Po albumie Gutterflower Rzeznik napisał utwory „Always Know Where You Are” i „I’m Still Here (Jim’s Theme)” do filmu Disneya Planeta skarbów.
Niedawno Rzeznik skupił trochę uwagi na produkcji rozmaitych artystów, włączając Andy’ego Stochansky’ego i Ryana Cabrery. Napisał też piosenki na debiutancki album tego drugiego – Take It All Away. Napisał również dla Blessed Union of Souls, Anastacii, Zoe Scotta i wielu innych.

## Życie prywatne
W 1990 Rzeznik poznał swoją przyszłą żonę, modelkę Laurie Farinacci, którą poślubił w 1993. W 1997 doszło do ich rozwodu. Wkrótce potem poznał aktorkę Adrienne Frantz, ale ten związek również zakończył się zerwaniem, w 2005. Następnie związał się z Meliną Gallo, która obecnie, od 26 lipca 2013, jest żoną Rzeznika. Z tego związku, 22 grudnia 2016 muzykowi urodziła się córka – Liliana Carella Rzeznik.

## Styl muzyczny

### Wpływy
Kiedy Rzeznik dorastał, duży wpływ na jego gusta muzyczne miały jego starsze siostry. Dzięki nim słuchał takich zespołów, jak The Beatles, The Rolling Stones czy The Kinks. Później najmłodsza z jego sióstr zaraziła go miłością do punka. Zaczął interesować się takimi zespołami, jak Sex Pistols i The Clash. Na twórczość Rzeznika duży wpływ miały także takie grupy, jak Kiss czy Cheap Trick. Jednakże największy wpływ na teksty muzyka miał Paul Westerberg i zespół The Replacements, z którym Goo Goo Dolls często byli porównywani.

## Dyskografia
- 1987 Goo Goo Dolls
- 1989 Jed
- 1990 Hold Me Up
- 1993 Superstar Car Wash
- 1995 A Boy Named Goo
- 1998 Dizzy Up the Girl
- 2002 Gutterflower
- 2006 Let Love In
- 2010 Something For The Rest Of Us
- 2013 Magnetic

### Współpraca/Indywidualne projekty
- „Wish You Were Here” (cover) – z Limp Bizkit (koncert i album America: A Tribute to Heroes, 2001)
- „I’m Still Here (Jim’s Theme)” (Planeta skarbów, 2002) – utwór Rzeznika wykonywany przez niego w filmie oraz na soundtracku
- „Always Know Where You Are” (Planeta skarbów, 2002) – kompozycja Rzeznika wykonywana przez niego tylko w filmie; na płycie z soundtrackiem wykonuje ją grupa BBMak
- „Once In A Lifetime” (utwór w czołówce serialu Dzień dobry, Miami, 2002)
- „For Your Love” – z The Yardbirds (album Birdland, 2003)
- „All I Want Is You” (cover) – z Lesem Paulem (album Les Paul & Friends: American Made World Played, 2005)
- „Men of War” (cover) – ze Steve’em Morse’em i Michaelem Lee Jacksonem (album Gillan’s Inn, 2006)
- „Lightning” – z Cash Cash (EP-ka Lightning, 2014)